# Salernói-síkság
A Salernói-síkság vagy Sele-síkság (olaszul: Piana del Sele) alluviális síkság Olaszország Campania régiójában, Salerno megyében, a Salernói-öböl partján. A síkságot a Sele folyó hordaléka töltötte fel. Északon a Picentini-hegység, keleten és délen az Alburni-hegység határolja. 
A Campaniai-síkság mellett a régió második legjelentősebb mezőgazdasági vidéke, emellett Dél-Olaszország egyik legiparosodottabb területe. Legnépesebb települése és jelentősebb ipari központja Battipaglia; a legnagyobb kiterjedésű és egyben második legnépesebb települése Eboli.

## Története
Valaha ingoványos, malária sújtotta terület volt. A 19. század elején kezdték el a lecsapolását. A Persanói-gát megépítése (1932) és számos öntözőcsatorna kialakítása elősegítette a mezőgazdaság és a szarvasmarha-tenyésztés – különösen a bivalytenyésztés – fejlődését. A malária visszaszorításában nagy szerepe volt az amerikai felszabadítóknak, akik DDT-t használtak a szúnyogok elpusztítására.

## Fordítás
- Ez a szócikk részben vagy egészben  a   Piana del Sele című olasz Wikipédia-szócikk ezen változatának fordításán alapul.  Az eredeti cikk szerkesztőit annak laptörténete sorolja fel. Ez a jelzés csupán a megfogalmazás eredetét és a szerzői jogokat jelzi, nem szolgál a cikkben szereplő információk forrásmegjelöléseként.

1. ↑  https://demo.istat.it/?l=it